# Another Girl
Another Girl (pol. Kolejna Dziewczyna) – trzeci singel polskiej grupy muzycznej Blue Café nagrany w stylu pop, promujący jej trzeci album studyjny "Ovosho".